# Стасік
Анастасíя Олекса́ндрівна Шевче́нко (нар. 14 липня 1993, Київ, Україна), відома під псевдонімом СТАСІК — українська військовослужбовиця, учасниця війни на сході України, а також співачка, авторка пісень, акторка й телеведуча.

## Життєпис
Народилася 14 липня 1993 року в Києві, в родині психологині й приватного підприємця.
З 15 років працювала в центрі сучасного мистецтва «ДАХ».
2013—2014 — активістка Євромайдану.
2014 — стрільчиня-санітарка та інструкторка із само- та взаємодопомоги під вогнем в антитерористичній операції на сході України. Повернулася через стан здоров'я. Досвід війни глибоко вплинув на її світогляд і творчість, що відобразилося в її музичних творах, сповнених символізму та емоційної насиченості .  
Рік працювала інструкторкою в «Захисті Патріотів»: навчала першої допомоги під вогнем. Потім поїхала на ще одну ротацію і за кілька місяців пішла й з інструкторського складу.
2016 — випустила перше музичне відео «Через хміль» під ім'ям «анастасія».
2017—2018 — телеведуча телепрограми «Культурна афіша здорової людини» на телеканалі Перший.
З 2019 року працює в партії «Демократична Сокира». У своїх публічних виступах Шевченко неодноразово наголошувала на необхідності активізації громадянського суспільства та залучення молоді до політики. Вона підкреслювала, що метою її діяльності у складі партії є боротьба за демократичні цінності та посилення ролі культури як інструменту формування національної ідентичності.
СТАСІК також брала участь у публічних акціях і мітингах, організованих партією «Демократична Сокира», зокрема протестах проти проросійської політики, корупції та порушення прав людини в Україні. Її промови часто викликали резонанс завдяки прямолінійності, емоційності та глибокому розумінню соціальних проблем.
Поза межами політичної діяльності в партії Шевченко наголошує, що її робота є продовженням боротьби за Україну, яку вона розпочала ще під час служби в Збройних Силах України. Співзасновник партії «Демократична Сокира» Олександр Нойнець для СТАСІК є моральним авторитетом.
2019 року випустила низку власних пісень («Ніж», «Бій з тінню», «Колискова для ворога») під ім'ям «СТАСІК». 
В 2022 році долучилась до сил оборони на посаді військової медикині в складі зведеного загону «Хижак» (в червні 2024 реорганізований у зведену бригаду). Брала активну участь в боях на Харківщині, на Херсонському напрямку та на Донеччині.
Окрім музичної діяльності, Шевченко активно займається волонтерством, підтримуючи українських військових та беручи участь у різних соціальних проєктах. 
СТАСІК є втіленням сучасної української жінки, яка не боїться висловлювати свої переживання та біль через творчість. Її історія свідчить про силу духу, любов до батьківщини та прагнення змінювати світ на краще.

## Музичні вподобання
В інтерв'ю DTF Magazine у грудні 2022 року співачка розповіла, що надає перевагу вітчизняній сучасній музиці. Власні музичні вподобання назвала нестандартними. Зокрема, до її вподобань входять дарк-фолк-гурт «Цвинтар» та репер Брат.

## Дискографія

### Сингли
- «Через хміль» (2016)
- «Ніж» (2019)
- «Бій з тінню» (2019)
- «Колискова для ворога» (2019)
- «Бий» (2022)
- «Герої вмирають» (2023)

## Музичні відео
| Рік  | Назва                  | Режисер            |
| ---- | ---------------------- | ------------------ |
| 2016 | «Через хміль»          | Анастасія Шевченко |
| 2019 | «Ніж»                  | Аня Бурячкова      |
| 2019 | «Бій з тінню»          | Аня Бурячкова      |
| 2019 | «Колискова для ворога» | Семен Мозговий     |
| 2020 | «Не відводь очей»      |                    |
| 2023 | «Герої вмирають»       | Аня Бурячкова      |

## Нагороди
- Гран-прі у категорії Young Blood на Jäger Music Awards 2019[17]

## Інтерв'ю
- Інтер'вю [Архівовано 28 червня 2020 у Wayback Machine.] для Торф ТВ (цикл Портрет). Анастасія розповідає про себе та події, які їй довелося пережити, та участь у війні.